# Надувана риба
Надуване рибе, надуваче или четворозупке (лат. Tetraodontidae) су породица морских и приобалних риба реда Tetraodontiformes. Научни назив (Tetraodontidae), потиче од четири велика зуба спојена у две „плоче“ које ова риба користи како би разорила свој плен; шкољке ракова и мекушце. Такође има способност да се „надува“, увећавајући своје тело и избацујући притом бодље (скривене у ненадувеном стању).
Постоји најмање 189 врста надуване рибе сврстаних у 29 родова. Најразличитији примерци могу се најчешће наћи у тропским, а ређе у умереним зонама; док их у хладним пределима уопште нема. Највише их има у југоисточној Азији (25 врста), јужној Африци (3 врсте) и Јужној Америци (1 врста). Малог су раста, мада неке врсте могу да достигну дужину и до 100 cm.
Ове рибе се сматрају једним од најотровнијих кичмењака на свету, одмах после златне отровне жабе. Неки органи попут јетре, јајника и коже, могу бити веома токсични уколико се поједу. Међутим, у Јапану, месо неких врста сматра се правим специјалитетом (Фугу - 河豚). Месо других врста које нису отровне, као што је северна надувача (Sphoeroides maculatus), присутна у Заливу Чесапик, сматрају се деликатесом у другим земљама.

## Родови
Породица надувача (Tetraodontidae) садржи око 200 врста смештених у 29 родова:
- Amblyrhynchotes Troschel, 1856
- Arothron Müller, 1841
- Auriglobus Kottelat, 1999
- Canthigaster Swainson, 1839
- Carinotetraodon Benl, 1957
- Chelonodon Müller, 1841
- Chonerhinos Bleeker, 1854
- Colomesus Gill, 1884
- Contusus Whitley, 1947
- Dichotomyctere Duméril, 1855
- Ephippion Bibron, 1855
- Feroxodon Su, Hardy et Tyler, 1986
- Guentheridia Gilbert et Starks, 1904
- Javichthys Hardy, 1985
- Leiodon Swainson, 1839
- Lagocephalus Swainson, 1839
- Marilyna Hardy, 1982
- Monotrete Bibron, 1855
- Omegaphora Whitley, 1934
- Pelagocephalus Tyler & Paxton, 1979
- Polyspina Hardy, 1983
- Pao Kottelat, 2013
- Reicheltia Hardy, 1982
- Sphoeroides Anonymous, 1798
- Takifugu Abe, 1949
- Tetractenos Hardy, 1983
- Tetraodon Linnaeus, 1758
- Torquigener Whitley, 1930
- Tylerius Hardy, 1984

## Опис
Оне су обично мале до средње величине, мада неколико врста може достићи и дужину већу од 100 cm (39 in).

## Дистрибуција
Најразноврсније су у тропима, релативно неуобичајене у умереној зони и потпуно одсутне у хладним водама.